# KutxaBank
KutxaBank és una entitat bancària a través de la qual les caixes d'estalvis basques BBK (inclou la cordovesa Cajasur), Caja Vital Kutxa i Kutxa fan efectiva la seva fusió a través d'un Sistema Institucional de Protecció (SIP).
La marca és similar a la catalana CaixaBank que utilitza la paraula basca kutxa que significa caixa d'estalvis i la paraula anglosaxona bank.